# ريكتسيا كونورية
الريكتسيا الكونورية (بالإنجليزية: Rickettsia conorii) وهي نوع من البكتيريا سالبة الغرام، طفيلي داخل الخلية، تتبع جنس الريكتسيا من الفصيلة الريكتسية. تسبب الريكتسيا الكونورية مرضًا بشريًا يسمى الحمى البرعمية.
تم عزل البكتريا بواسطة إميل برومبت في عام 1932. وسميت باسم كونور الذي قدم، بالتعاون مع بروش، أول وصف للحمى البرعمية في تونس في عام 1910.